# Bona (Sénégal)
Pour les articles homonymes, voir Bona.
Bona est une localité niahoump du Sénégal, située dans le département de Bounkiling et la région de Sédhiou, en Casamance, dans le sud du pays.
C'est le chef-lieu de la communauté rurale du même nom, ainsi que de l'arrondissement de Bona depuis la création de celui-ci par un décret du 10 juillet 2008. Auparavant Bona faisait partie de la région de Kolda
On y dénombre 2 245 personnes et 208 ménages.

## Histoire
Le village a été fondé dans les années 1750 par Assakita Sané. Il s'installa le long du fleuve, sur la partie sud du village actuel. Il fut rejoint deux décennies après par le mandingue Nkrou Sonko. Il lui donna des terres à l'est où il s'installa. Le quartier s'appelle depuis Bona Mandingue. Quelques années plus tard, la famille Sané de Kandjilaco s'installa au nord qui est devenu Bona Santo.
Vers 1830, les colons français et quelques libanais-Syriens installèrent des comptoirs. Ils emmenaient les produits par chalands à Ziguinchor.
En 1984, Bona devient chef lieu de la communauté rurale.
En 2009, Bona devient chef lieu d'arrondissement.

### Chefs du village
Dialammang Sané de 1800 à 1905
Bacary Sané de 1905 à 1975
Ansou Sonko de 1975 à 2001
Alphonseyni Sané de 2001 à 2011
Malamine Sonko de 2011 à
Mola Alkali Sané actuellement

## Administration
C'est l'un des villages de la communauté rurale de Bona, dans l'arrondissement de Bona (département de Bounkiling).

## Géographie
Le village est situé à environ 95 km de Ziguinchor et à 55 km de Bignona, sur la route nationale N4 qui va de Ziguinchor à Dakar en passant par Sénoba et la (Gambie).